# Jacques Vassal
Jacques Vassal, né le 13 février 1947, est un journaliste et écrivain français spécialiste de la chanson, particulièrement française, mais aussi du blues et de la musique folk américaine.

## Biographie
Né en 1947, il s'intéresse à la chanson en tant qu'art populaire par l'écoute de Georges Brassens. Puis, adolescent, il se passionne pour le blues et ensuite pour le folk américain.
Devenu de fait un spécialiste de la chanson française, mais aussi du blues et de la musique folk américaine, Jacques Vassal collabore à Rock & Folk de 1967 à 1985, y tenant notamment pendant près de 15 ans une rubrique Les fous du folk, à Paroles et Musique dans les années 1980 avant de travailler dans les années 2000 à Politis et à Chorus. Il fréquente aussi l'American Center, alors boulevard Raspail à Paris, où Lionel Rocheman organise une scène ouverte qui favorise l'émergence d'un folk français.
Il écrit des ouvrages spécialisés, sur la musique folk et la chanson, ainsi que des biographies, telles que celles de Georges Brassens, de Jacques Brel et de Léo Ferré (qu'il a rencontré tous trois), mais aussi sur des chanteurs américains (entre autres Bob Dylan, Leonard Cohen, Woody Guthrie...) qu'il a également traduits en français.
Également passionné de course automobile, il a collaboré dans les années 2000 aux magazines Auto-Passion, Automobile Historique, puis Rétroviseur.

## Ouvrages
Outre ses livres, recensés ci-après, Jacques Vassal a écrit de très nombreux articles.
Chanson, blues et folk-song :
- Folksong : une histoire de la musique populaire aux États-Unis, Albin Michel, 1971 
  - rééditions revues et augmentées sous-titrées Racines et branches de la musique folk aux États-Unis, Albin Michel, 1977 et 1984  (ISBN 0-8008-2382-6)
  - publié en anglais (traduit par Paul Barnett) sous le titre Electric Children: Roots and Branches of Modern Folkrock, Taplinger Pub Co, 1976
- La Nouvelle Chanson bretonne, Albin Michel/Rock & Folk, 1973 
  - réédition revue et augmentée sous le titre La Chanson bretonne, 1980  (ISBN 978-2-226-00974-6)
- Leonard Cohen, Albin Michel/Rock & Folk, 1975  (ISBN 978-2-226-00115-3)
- Français, si vous chantiez. À la patrie, la chanson reconnaissante, Albin Michel/Rock & Folk, 1976.  (ISBN 978-2-226-00335-5)
- Jacques Higelin, Albin Michel/Rock & Folk, 1985  (ISBN 978-2-226-02465-7)
- Jacques Brel 2, De l'Olympia aux Marquises, le Club des stars : Seghers, 1988  (ISBN 978-2-232-10118-2)
- Jean Clouzet (mise à jour de l'édition de 1964), Jacques Brel 1, De Bruxelles à Amsterdam, le Club des stars : Seghers, 1988  (ISBN 978-2-232-10155-7)
- Georges Brassens ou la Chanson d'abord, Albin Michel, 1991, réédition Le Livre de poche, no 9621, 1991  (ISBN 978-2-253-06298-1)
- Chanteurs à l'affiche : 100 artistes en scène, Albin Michel, 1996  (ISBN 978-2-226-08161-2)
- Préface pour Anne Sylvestre, Sur mon chemin de mots, EPM/Le Castor astral, 1998, 2003
- Léo Ferré : l'enfant millénaire, Ed. Hors collection, 2003  (ISBN 978-2-258-06236-8)
- Jacques Brel : vivre debout, Ed. Hors collection, 2003  (ISBN 978-2-258-06309-9)
- Brassens, le regard de « Gibraltar » (avec Pierre Onténiente), Fayard, Éditions du verbe (Chorus), 2006  (ISBN 978-2-213-62813-4)
- Avec Étienne Bours, Le Sens du son : musiques traditionnelles et expression populaire, Fayard, 2007
- Brassens, homme libre, Le Cherche midi, 2011  (ISBN 978-2-7491-1859-8)
- Avec Jean-Dominique Brière, Leonard Cohen par lui-même, Le Cherche midi, 2014  (ISBN 978-2-7491-3485-7)

### Traductions
- Woodie Guthrie, En route pour la gloire : autobiographie, Albin Michel, 1973, 1991, UGE, 1994, 2012  (ISBN 978-2-226-24019-4)
- John Howlett, James Dean, Albin Michel/Rock & Folk, 1975.
- Woodie Guthrie, Cette machine tue les fascistes, Albin Michel, 1978
- Alan Lomax, Le Pays où naquit le blues, Les Fondeurs de briques, 2012
- Leonard Cohen, Le Livre du désir : Book of longing, Le Cherche midi, 2008, 2011  (ISBN 978-2-7491-2249-6)

Course automobile :
- Avec Pierre Ménard, Ayrton Senna : au-delà de l'exigence, Chronosports Ed., 2002
- Avec Pierre Ménard, Juan Manuel Fangio : la course faite homme, Chronosports Ed., 2002
- Avec Pierre Ménard, Alain Prost : la science de la course, Chronosports Ed., 2003
- Avec Pierre Ménard, Stirling Moss : le champion sans couronne, Chronosports Ed., 2003
- Avec Pierre Ménard, Niki Lauda : l'anti-conformaiste, Chronosports Ed., 2004
- Avec Pierre Ménard, Alberto Ascari : premier double champion du monde, Chronosports Ed., 2004